# Bolivar (Nowy Jork)
Bolivar – miasto w Stanach Zjednoczonych, w stanie Nowy Jork, w hrabstwie Allegany.